# سیارک ۲۵۴۱۷
سیارک ۲۵۴۱۷ (به انگلیسی: 25417 Coquillette، نامگذاری:1999VZ65) بیست و پنج هزار و چهارصد و هفدهمین سیارک کشف شده‌است که در ۴ نوامبر ۱۹۹۹ کشف شد.
قدر مطلق سیارک برابر ۱۲٫۹ است.